# Kurt Kranke
Kurt Kranke ist ein deutscher Philosoph. Er wirkte als Sekretär im Bezirksvorstand der Gesellschaft für Deutsch-Sowjetische Freundschaft (DSF) in Dresden. Er gilt als Experte für die Geschichte der sächsischen Freimaurerei.

## Leben
Kurt Kranke nahm nach dem Schulbesuch ein Studium auf, das er als Diplom-Philosoph abschloss.
Nach der Abberufung von Günter Kowalewski von seiner Funktion als Sekretär der FDJ-Bezirksleitung und 1. Sekretär der FDJ-Stadtleitung Dresden erfolgte die Wahl von Kurt Kranke, der bisher 1. Sekretär der FDJ-Kreisleitung Bautzen war, als Sekretär der FDJ-Bezirksleitung und 1. Sekretär der FDJ-Stadtleitung Dresden. Später wirkte er in der Gesellschaft für Deutsch-Sowjetische Freundschaft im Bezirksvorstand Dresden. In dieser Eigenschaft verlieh er die Ehrennadel dieser Gesellschaft im Rahmen des Balls der Waffenbrüderschaft am 21. November 1987 an Wladimir Putin.
1991 war er Stellvertretender Vorsitzender des Landesverbandes Sachsen und Leiter der Geschäftsstelle der DSF.
Einer seiner Forschungsschwerpunkte ist die Geschichte der Freimaurerei in Sachsen.

## Werke (Auswahl)
- Zur Wirksamkeit eines Mitglieds der Dresdner Gemeinde des Bundes der Kommunisten. In: Sächsische Heimatblätter, Jg. 29, 1983, Heft 5, S. 201–202
- Die Gebrüder Zychlinski aus Dresden an der Seite von Friedrich Engels und Heinrich Heine. Biographische Marginalien. In: Sächsische Heimatblätter, Jg. 31, 1985, Heft 6.
- Marginalien zur politischen Biografie Richard Wagners. In: Sächsische Heimatblätter, Jg. 35, 1989, Heft 2, S. 65–68.
- Varia zu sächsisch-französischen Verbindungen. In: Sächsische Heimatblätter, Jg. 39, 1993, Heft 1, S. 13–25.
- Zur Geschichte sächsisch-russischer Verbindungen Dresden – Moskau – St. Petersburg (17.–19.Jh.). In: Historische Blätter, Dresden 1994, Heft 3, S. 14–40.
- (mit Dieter Reinhardt): Zum Meinungsbild zu Arbeitslosenvereinen und -initiativen sowie einigen anderen sozialen Fragen: Ergebnisse der Befragung von Arbeitslosen und von Arbeitslosigkeit betroffenen Personen sowie Erfahrungen aus der Arbeitslosenarbeit der Projektgruppe "Auswege" in Dresden, Arbeitslosenverband Deutschland, Landesverband Sachsen e.V., 1998.
- Freimaurerei in Dresden. in: Dresdner Geschichtsverein (Hg.): Dresdner Hefte – Beiträge zur Kulturgeschichte Nr. 64: Die Verschwörung zum Guten – Freimaurerei in Sachsen. Dresden 2000, S. 9–40.
- Zur Geschichte der Freimaurerei in Dresden, Dresden, Verein für Regionale Politik und Geschichte Dresden e.V., 2000.
- Amokläufer gegen den Freimaurer-Orden. Advokat Eduard Emil Eckert, Sachsens Freimaurer und die Dresdner Mairevolution. In: Dresden, Mai 1849, 2000, S. 108–116.